# 石川テレビスーパーニュース
『FNN石川テレビスーパーニュース』（エフエヌエヌいしかわテレビスーパーニュース、ラテン文字表記：FNN石川テレビ Super NEWS）は、1998年3月30日から2015年3月28日まで、石川テレビで夕方に生放送されていた石川県向けのローカルワイドニュース番組。

## 概要
- 1年で終了した『FNN石川テレビザ・ヒューマン』の後番組として放送開始。本番組には日曜版が無い代わりに『FNN北陸中日新聞 日曜夕刊』が放送されている。

- 2003年3月31日から『夕やけワイド まちかど元気王』を吸収し、2時間のワイド番組となった。

- 2012年4月2日よりフジテレビにおいて、枠移動・拡大後の『知りたがり!』（第1部）ネット開始のため、9年間放送してきた第1部の放送を2012年3月30日限りで一旦終了したが、7月30日より第1部のネットを再開している。

- 2013年4月1日からは放送開始時間が16:30に繰り上げたが、7月1日からは16:50に復された。

- 『みんなのニュース』が開始に伴い、2015年3月28日を以って終了。『石川さん みんなのニュース』となる。

## 放送時間
| 期間      | 期間      | 月曜日 - 金曜日        | 月曜日 - 金曜日              | 土曜日                |
| 期間      | 期間      | 放送時間（JST）        | ローカルニュース枠           | 放送時間（JST）       |
| --------- | --------- | ---------------------- | ---------------------------- | --------------------- |
| 1998.3.30 | 2000.4.1  | 17:55 - 19:00（65分）  | 18:25 - 19:00（35分）        | 18:00 - 18:30（30分） |
| 2000.4.3  | 2001.3.31 | 17:54 - 19:00（66分）  | 18:18.55 - 19:00（41分05秒） | 18:00 - 18:30（30分） |
| 2001.4.2  | 2003.3.29 | 17:54 - 19:00（66分）  | 18:18.55 - 19:00（41分05秒） | 17:30 - 18:00（30分） |
| 2003.3.31 | 2005.3.31 | 16:59 - 19:00（121分） | 18:18.55 - 19:00（41分05秒） | 17:30 - 18:00（30分） |
| 2005.4.1  | 2007.9.29 | 16:55 - 19:00（125分） | 18:16.55 - 19:00（43分05秒） | 17:30 - 18:00（30分） |
| 2007.10.1 | 2011.3.26 | 16:53 - 19:00（127分） | 18:16.55 - 19:00（43分05秒） | 17:30 - 18:00（30分） |
| 2011.3.28 | 2012.3.31 | 16:53 - 19:00（127分） | 18:15 - 19:00（45分）        | 17:30 - 18:00（30分） |
| 2012.4.2  | 2012.7.28 | 17:54 - 19:00（66分）  | 18:15 - 19:00（45分）        | 17:30 - 18:00（30分） |
| 2012.7.30 | 2013.3.30 | 16:50 - 19:00（130分） | 18:15 - 19:00（45分）        | 17:30 - 18:00（30分） |
| 2013.4.1  | 2013.6.29 | 16:30 - 19:00（150分） | 18:15 - 19:00（45分）        | 17:30 - 18:00（30分） |
| 2013.7.1  | 2015.3.28 | 16:50 - 19:00（130分） | 18:15 - 19:00（45分）        | 17:30 - 18:00（30分） |

## 出演者
いずれも石川テレビのアナウンサー（後に別の部署へ異動した者や石川テレビを退社した者も含む）、特記の無い限りは平日版の担当者。土曜版では同局のアナウンサーたちがシフト制で担当。

### メインキャスター
- 伊藤雅雄（1998.3.30 - 2015.3.27） - 『FNNニュースワイド石川6:00』時代からの継続出演者。不在時には竹内章がキャスターを代行するが、女性キャスターが安田・小坂だった時代には彼女たちがコンビで代行していた。
- 柴崎美穂（2013.4.1 - 2015.3.27、月曜日 - 水曜日担当、2013年度には月曜日・火曜日担当）
- 弘松優衣（2014.4 - 2015.3.27、木曜日・金曜日担当、『石川さん みんなのニュース』に継続出演）

### ウェザーリポート
以下のうちの1人が担当。同局の若手女性アナウンサーの殆どが経験。
- 森結有花
- 薄田ジュリア（『石川さん みんなのニュース』に継続出演）

## 過去の出演者
近年は週前半・後半で担当が分かれている。
| 期間      | 期間      | 男性     | 女性       | 女性       | 女性       |
| 期間      | 期間      | 男性     | 月・火曜日 | 水曜日     | 木・金曜日 |
| --------- | --------- | -------- | ---------- | ---------- | ---------- |
| 1998.3.30 | 2000.3.31 | 伊藤雅雄 | 竹嶋和江   | 小谷あゆみ | 小谷あゆみ |
| 2000.4.3  | 2003.3.28 | 伊藤雅雄 | 小谷あゆみ | 小谷あゆみ | 竹嶋和江   |
| 2003.3.31 | 2004.10.1 | 伊藤雅雄 | 竹嶋和江   | 竹嶋和江   | 竹嶋和江   |
| 2004.10.4 | 2006.3.31 | 伊藤雅雄 | 陣内智衣   | 竹嶋和江   | 竹嶋和江   |
| 2006.4.3  | 2007.9.28 | 伊藤雅雄 | 安田真理   | 安田真理   | 陣内智衣   |
| 2007.10.1 | 2010.3.26 | 伊藤雅雄 | 安田真理   | 安田真理   | 渡辺亜里   |
| 2010.3.29 | 2012.3.30 | 伊藤雅雄 | 安田真理   | 安田真理   | 小坂知里   |
| 2012.4.2  | 2013.3.29 | 伊藤雅雄 | 小坂知里   | 小坂知里   | 小野木梨衣 |
| 2013.4.1  | 2014.3.28 | 伊藤雅雄 | 柴崎美穂   | 小野木梨衣 | 小野木梨衣 |
| 2014.3.31 | 2015.3.27 | 伊藤雅雄 | 柴崎美穂   | 柴崎美穂   | 弘松優衣   |

- 矢内環
- 小林史子
- 植杉尚子
- 瀧口俊介（「いしかわスポーツなう」担当）

## 過去の主なコーナー
キャスターフィールド
キャスターの視線からの話題を紹介。女性キャスターが担当。
村田光広の天気よもやま話（金曜）
村田と柴崎（当初は小野木）が担当。天気にまつわる話題と週末の天気予報を伝えていた。

## 石川テレビ歴代の夕方ニュース
- 1978年10月2日 - 1982年4月2日 『ITCニュースワイド6:30』（平日）
- 1982年4月5日 - 1984年9月28日 『ニュースワイド石川6:30』（平日）
- 1984年10月1日 - 1986年9月30日 『FNNニュースワイド石川6:00』（平日→月曜日 - 土曜日）
- 1986年10月1日 - 1997年3月29日 『FNN石川テレビスーパータイム』
- 1997年3月31日 - 1998年3月28日 『FNN石川テレビザ・ヒューマン』
- 1998年3月30日 - 2015年3月28日 『FNN石川テレビスーパーニュース』
- 2015年3月30日 - 2018年3月31日 『石川さん みんなのニュース』